# Medalha Gribov
A prestigiada Medalha Gribov é atribuída de dois em dois anos pela Sociedade Europeia de Física (EPS) como reconhecimento do trabalho de um jovem investigador (de idade inferior a 35 anos) que se destaque nos campos da Física Teórica de Partículas e/ou Teoria Quântica de Campos. Com o nome do físico Russo Vladimir Gribov, a distinção é atribuída desde 2001 na conferência EPS-HEPP e inclui um valor monetário, agora possível devido a uma doação.

## Galardoados
| Ano  | Laureado           | Premiado por | Ref.          |
| ---- | ------------------ | --- | ------------- |
| 2001 | Steven Gubser      | "Pelo seu proeminente trabalho que revelou uma profunda ligação entre as teorias de gauge e as interações gravitacionais no quadro das teorias de cordas. Isto tornou possível calcular e compreender propriedades interessantes de uma teoria de gauge em 3+1 dimensões a partir de uma teoria gravitacional em 4+1 dimensões." | [ 3 ] [ 4 ]   |
| 2003 | Nima Arkani-Hamed  | "Pela sua abordagem original aos problemas hierárquicos em teorias de interações fundamentais. Em particular por explorar a possibilidade de grandes dimensões extra onde apenas a gravidade se pode propagar." | [ 5 ]         |
| 2005 | Matias Zaldarriaga | "Pelas suas importantes contribuições teóricas para a Cosmologia, com impacto também nas teorias de interações fundamentais. Entre outras por: a) desenvolver um método eficiente para calcular as flutuações de RCFM observadas num dado modelo cosmológico. Isto facilitou largamente a imposição de restrições nos modelos cosmológicos e é largamente utilizado. b) Perceber a importância da polarização na RCFM e a possibilidade de a medir. c) Apontar a importância do efeito de lente gravitacional pela matéria local no fundo de RCFM." | [ 6 ]         |
| 2007 | Niklas Beisert     | "Pelos seus contributos à exploração das propriedades de integrabilidade de uma teoria de campo quadridimensional, a teoria supersimétrica N=4 de Yang-Mills." | [ 7 ]         |
| 2009 | Freddy Cachazo     | "Pela sua pesquisa, com outros, que conduziu a simplificações significativas no cálculo de amplitudes de dispersão em teorias de gauge e de gravidade." | [ 8 ]         |
| 2011 | Davide Gaiotto     | '"Por revelar novas facetas da dinâmica das teorias de gauge supersimétricas quadridimensionais. Em particular, por descobrir uma grande classe de teorias superconformes quadridimensionais e por encontrar, com outros, importantes e intricadas relações entre teorias bidimensionais da gravidade e teorias de gauge quadridimensionais." | [ 9 ]         |
| 2013 | Zohar Komargodski  | "Pelas suas profundas elucidações sobre a estrutura do grupo de renormalização em teorias de campo quadridimensionais e, em particular, a sua prova (com Adam Schwimmer) do a-theorem." | [ 10 ]        |
| 2015 | Pedro Vieira       | '“Pelas suas inovadoras contribuições para a determinação do espetro exato de dimensões anómalas da teoria supersimétrica N=4 de Yang-Mills e das amplitudes de dispersão, para qualquer intensidade de interação.” | [ 11 ]        |
| 2017 | Simon Caron-Huot   | “Pelas suas inovadoras contribuições para a compreensão da estrutura analítica das amplitudes de dispersão e da sua relação com os loops de Wilson.” | [ 12 ]        |
| 2019 | Douglas Stanford   | "Por seu trabalho pioneiro sobre o caos quântico e sua relação com a dinâmica dos buracos negros no horizonte próximo." | [ 13 ] [ 14 ] |

## Outros Prémios
Para além da Medalha Gribov, a Sociedade Europeia de Física (EPS) atribui ainda outros prémios na área da Física de Partículas e Altas Energias: "The High Energy and Particle Physics Prize", "The Giuseppe and Vanna Cocconi Prize", "The Young Experimental Physicist Prize", "The Outreach Prize".